# 天野友和
天野 友和（あまの ともかず、1977年9月15日 - ）は、愛知県出身の競艇選手である。
登録番号3905。身長173cm。血液型A型。80期。同期に白井英治、重成一人などがいる。

## 来歴
1997年デビュー。
2010年7月9日に蒲郡競艇場で初のフライングを切るまで、デビュー以来2,908走フライングゼロの記録を持っていた（この間、選手責任の出遅れが2回ある）。
2023年2月21日、常滑競艇場においてデビュー26年目にして初優勝を飾った。

## スタート事故記録関連項目
- 寺田祥
- 渡辺浩司 (競艇選手)
- 上島久男